# Louis Laguerre
Pour les articles homonymes, voir Laguerre.
Louis Laguerre (Versailles, 1663 - Londres, 20 avril 1721) est un peintre français qui a été actif en Angleterre.
Il s'est formé auprès de Charles Le Brun à l'Académie royale de peinture et de sculpture de Paris, puis il partit en Angleterre en 1683, où il travailla pour Antonio Verrio, puis à son propre compte.
Il rivalisa avec James Thornhill dans la peinture d'histoire, et il décora  de grandes maisons de la noblesse (Marlborough House, Petworth House, Chatsworth House, Sudbury Hall, Burghley House, Palais de Blenheim,  Fetcham Park House (en), Frogmore House).
Laguerre devint le directeur de la  London Academy of drawing and painting, fondée en 1711 avec Godfrey Kneller et James Thornhill, l'une des premières école d'art indépendante de Londres, sur Grand Queen Street. Des rivalités internes conduisent à sa fermeture.

## Œuvres
- Psyché offrant des présents à ses sœurs (1700-1720), Victoria and Albert Museum
- Restaurations partielles d'une série de toiles d'Andrea Mantegna acquises par  Charles Ier d'Angleterre : Les Triomphes de César
- Départ et retour du fils prodigue
- La Charité

## Sources
- (en) Cet article est partiellement ou en totalité issu de l’article de Wikipédia en anglais intitulé « Louis Laguerre » (voir la liste des auteurs).